# Hura
Hura é um género botânico pertencente à família Euphorbiaceae.
Espécies das regiões tropicais das Américas.

## Espécies
Composto por sete espécies:
| - Hura brasiliensis - Hura crepitans - Hura koenigii - Hura polyandra | - Hura senegalensis - Hura siamensium - Hura strepens |

## Classificação do gênero
| Sistema | Classificação                      | Referência               |
| ------- | ---------------------------------- | ------------------------ |
| Linné   | Classe Monoecia, ordem Monadelphia | Species plantarum (1753) |